# Полуостров Ла-Магдалена (Сантандер)
Полуостров Ла-Магдалена (исп. Península de La Magdalena) — небольшой полуостров площадью всего в 28 гектаров. Также известен как Королевское место Ла-Магдалена (исп. Real Sitio de La Magdalena), который был представлен королю Альфонсо XIII в качестве летней резиденции между 1912 и 1929 годами. В последствии на полуострове был основан публичный парк.
Полуостров Ла-Магдалена был одним из важнейших стратегических пунктов Сантандера, так как через него контролировалась ситуация на заливе Сантандер (исп. La Bahía de Santander), а, следовательно, и город. Доказательством этого является наличие римских археологических памятников после I века, а также из-за своего военного значения он долгое время принадлежал армии. В нем были установлены батарея Ла-Серда и форт Сан Сальвадор де Хано (1574), как важная часть береговой обороны Сантандера. В июле 1812 года, во время Войны за независимость, англичане, союзники испанцев, захватили остров Моуро, откуда гранатами расстреляли оборону, взятую французами, сумев оттеснить их от них.
Впоследствии полуостров Ла-Магдалена снова стал собственностью города, городской совет которого построил дворец для летний резиденции Альфонсо XIII. Позже он являлся штаб-квартирой летних курсов Международного университета имени Менендеса Пелайо (UIMP). Старые королевские конюшни недалеко от пляжа Ла-Магдалена были отреставрированы и кондиционированы и использовались в качестве здания для студентов университета во время обучения.

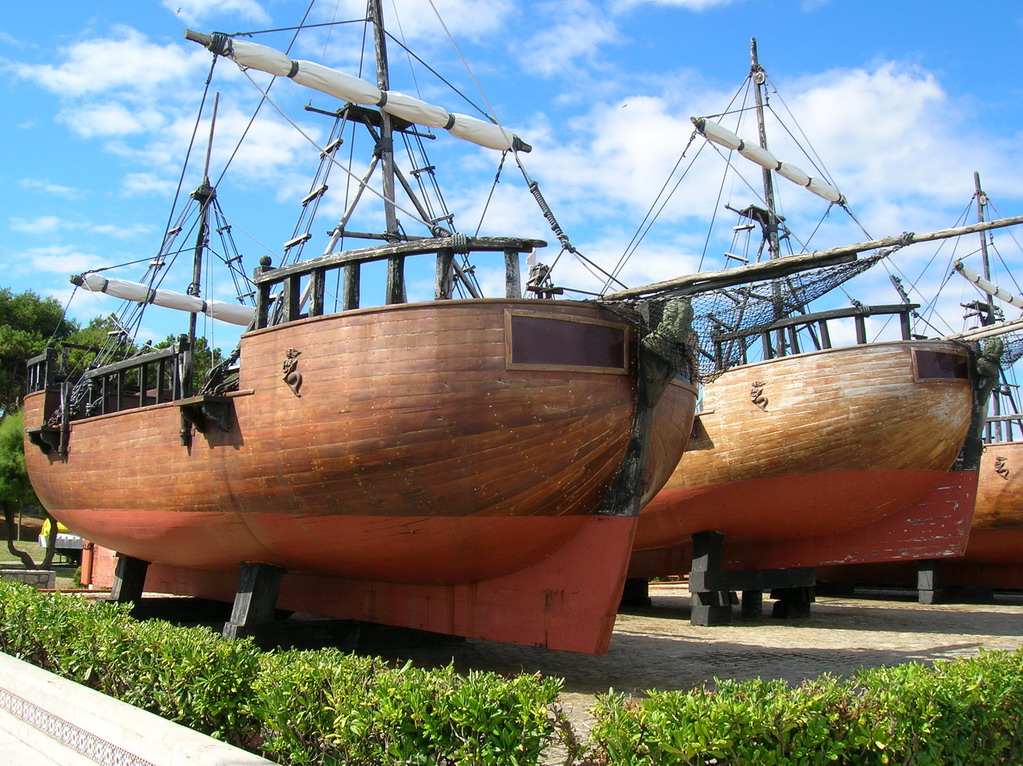
Галеоны Виталя Альсар Рамиреса на полуострове Ла-Магдалена, Сантандер

На полуострове пляж Ла-Магдалена (исп. Playa de La Magdalena) (недалеко от пляжа Лос-Пелигрос), памятник Феликсу Родригесу де ла Фуэнте, испанскому врачу и натуралисту, три каравеллы, принадлежащие Военно-морскому музею, на которых кантабрийский мореплаватель Виталь Альсар (исп. Vital Alsar Ramírez) совершил путешествие из Тампико, Мексика в Сантандер.
На полуострове не было деревьев, но король Альфонсо XIII приказал культивировать на полуострове морскую сосну.

## Галерея

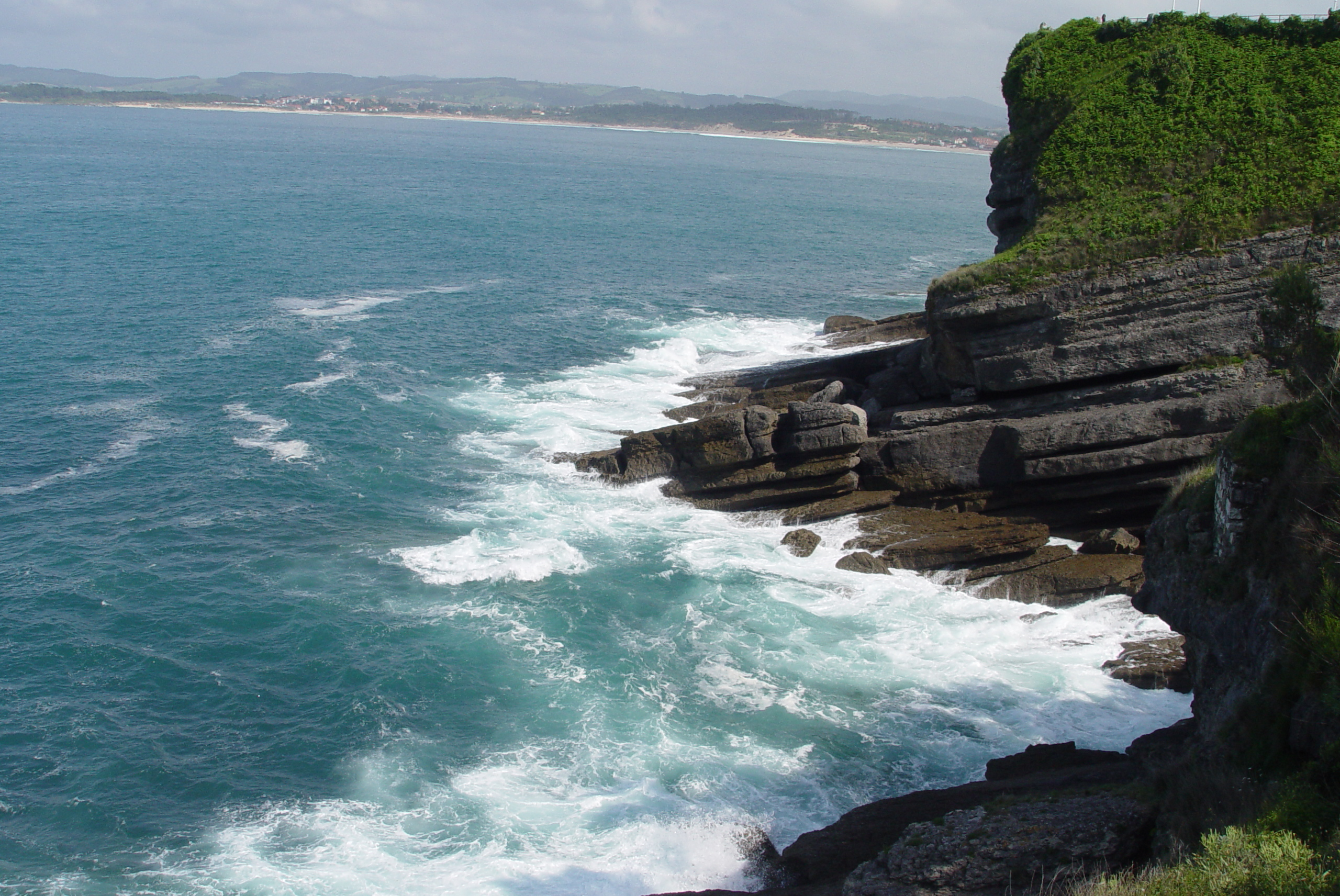
Утес полуострова Магдалены
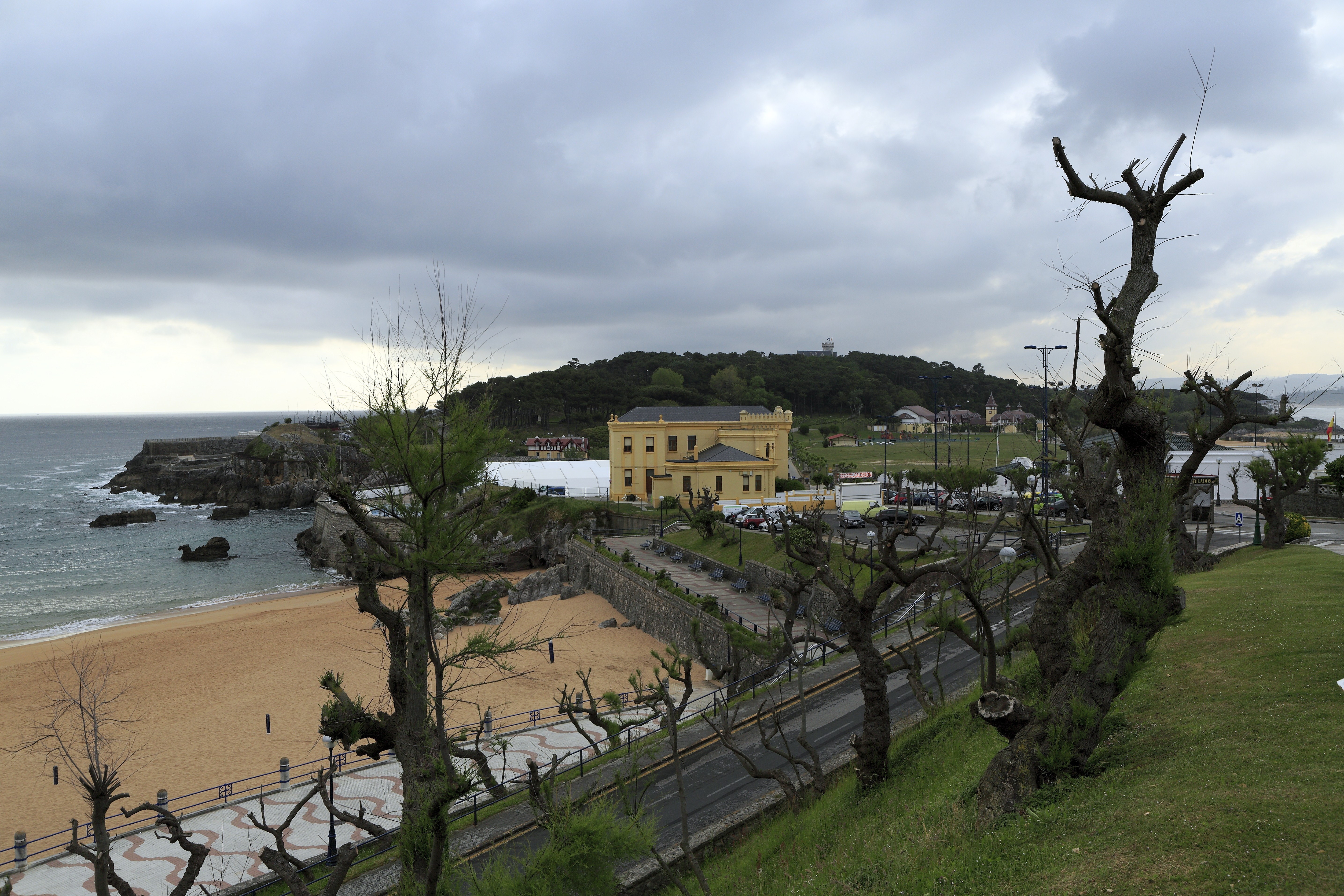
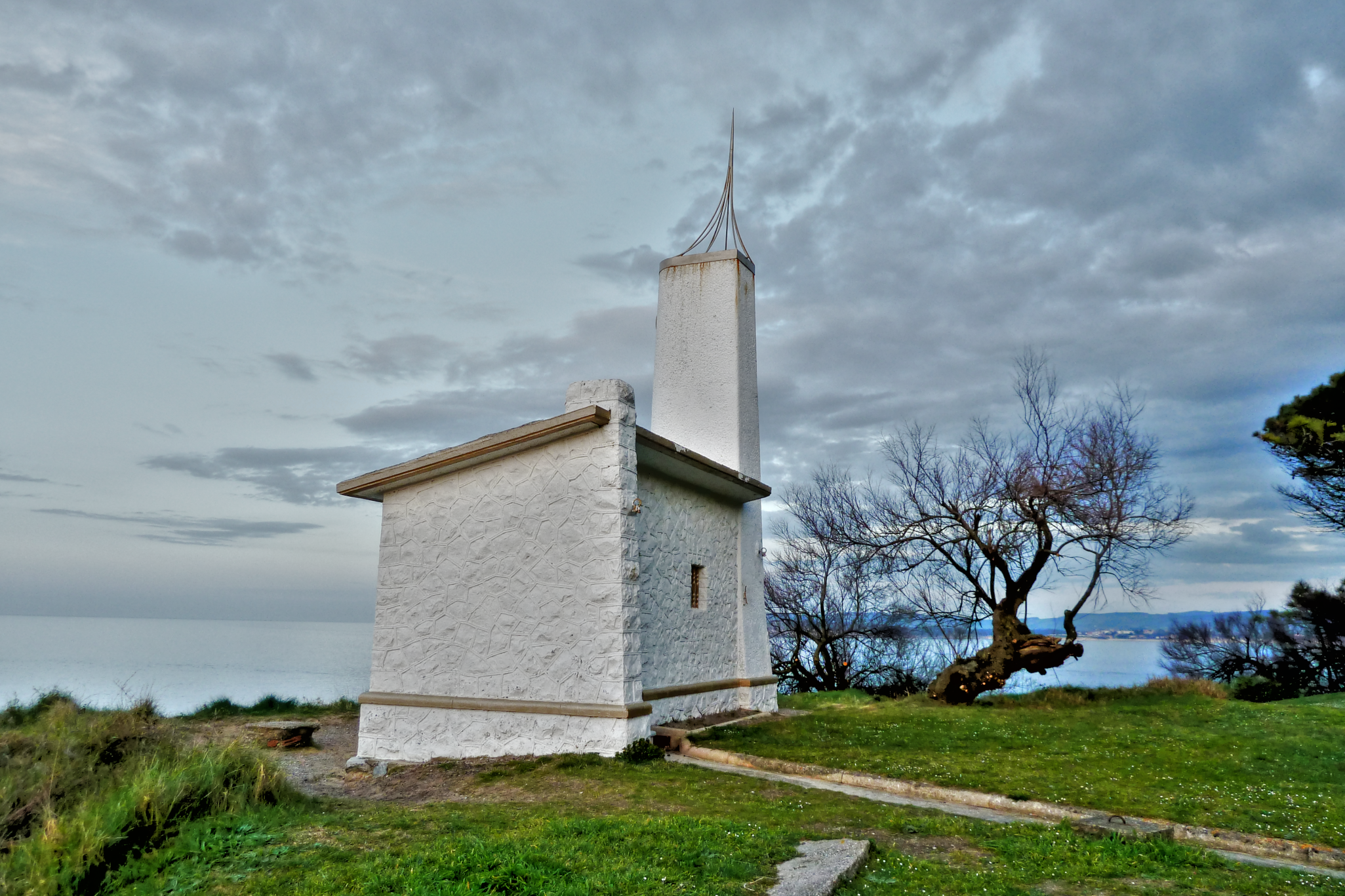
Сады Магдалены в Королевском дворце Альфонсо XIII